# ليو روي (لاعب كرلنغ)
ليو روي (بالصينية: 劉銳) هو لاعب كرلنغ صيني، ولد في 13 مارس 1982 في هاربن في الصين.

## وصلات خارجية
- ليو روي على موقع الاتحاد الدولي للكرلنغ (الإنجليزية)
- ليو روي على موقع اللجنة الأولمبية الدولية (الإنجليزية)
- ليو روي على موقع أوليمبيديا (الإنجليزية)